# الکساندر ایشچنکو
الکساندر ایشچنکو (انگلیسی: Oleksandr Ishchenko؛ زادهٔ ۳ سپتامبر ۱۹۵۳) بازیکن فوتبال اهل اتحاد جماهیر شوروی سوسیالیستی است.
از باشگاه‌هایی که در آن بازی کرده‌است می‌توان به باشگاه فوتبال متالورگ زاپروژیا و باشگاه فوتبال دینامو کی‌یف اشاره کرد.